# ハリー・クラーク

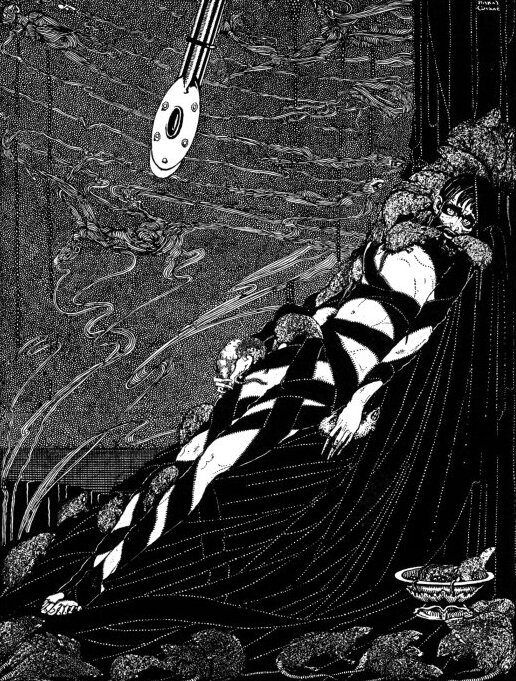
クラークによるエドガー・アラン・ポー『落穴と振子』の挿絵

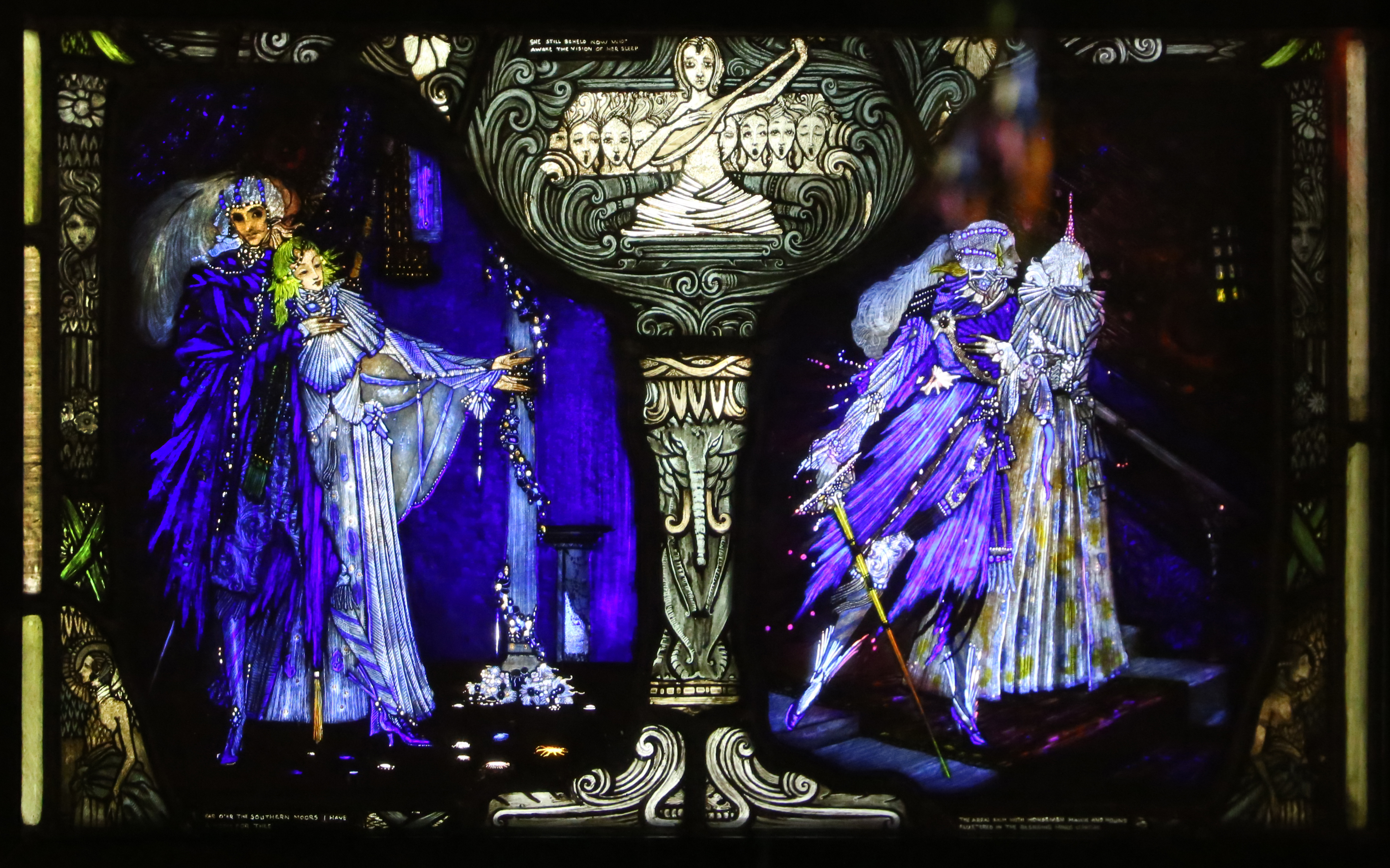
ステンドグラス作品

ハリー・クラーク（Harry Clarke, 1889年3月17日 - 1931年1月6日）は、アイルランドのステンドグラス作家、挿絵画家。ダブリン生まれ。アイルランドのアーツ・アンド・クラフツ運動に関わった。

## 生涯
ハリー・クラークは工芸家のジョシュア・クラークの息子であり、幼い頃から芸術 （特にアール・ヌーヴォー） に触れていた。　ダブリンのベルヴェデーレ・カレッジに入学し、10代後半までダブリン芸術学校でステンドグラスを学んだ。彼のステンドグラス作品である「The Consecration of St. Mel, Bishop of Longford, by St. Patrick」は、1910年度国民教育コンペティションのステンドグラス部門においてゴールドメダルを獲得した。
クラークは主要な分野の教育を終えると、挿絵画家の職を求めてロンドンへ移った。持ち込んだ原稿がロンドンのジョージ・ハラップ社という出版社の目にとまり、彼は2つの企画での仕事（サミュエル・テイラー・コールリッジの『老水夫行』（この作品の挿絵はほぼ完成していたが、1916年のイースター蜂起の間に失われた） と、アレキサンダー・ポープの挿絵入り版『髪盗人』）を始めたが、それらは完成することはなかった。
これらの企画における困難はしかし、ハンス・クリスチャン・アンデルセンの『アンデルセン童話集』での仕事を彼のデビュー作にした。1916年のこの作品には、彼の16枚のカラーイラストと24点の単色イラストが収録されている。その次の仕事となったのはエドガー・アラン・ポーの『ポオ怪奇小説集』である。　初期版ではイラストは単色に制限されていたが、1923年発行の改訂版からは8枚のカラーイラストと24点の単色イラストが収録された。
『ポオ怪奇小説集』は未曾有のヒットとなり、彼の挿絵画家としての名声を得さしめた (贈答用挿絵本は20世紀の第1四半期頃、その黄金時代のただ中にあった。クラークの作品は、オーブリー・ビアズリーやカイ・ニールセン、またエドマンド・デュラックらとならび評された。「The Years at the Spring」 (12枚カラーイラストと14点以上の単色イラストを収録)(Lettice D'O. Walters編, 1920年) や、シャルル・ペローの『ペロー童話集』、ヨハン・ヴォルフガング・フォン・ゲーテの『ファウスト』 (8枚のカラーイラストと70点以上の単色・2色刷イラストを収録)(1925年) での仕事も、その名声を支えた。『ファウスト』は彼の代表作であり、1960年代のサイケデリックの不穏な絵画的形象を予示していたともいえるだろう。
クラークの最も人気のある作品のうちの2つには、Geofrey Warrenによって書かれたジェムソンアイリッシュウイスキーの宣伝小冊子である「A History of a Great House」（1924年、およびその後の増刷）と「Elixir of Life」(1925年)が含まれる。
クラークの最後の本となったのは、1928年に出版された『Selected Poems of Algernon Charles Swinburne（アルジャーノン・チャールズ・スウィンバーン精選詩集）』である。その頃彼は一方で、再びステンドグラスの仕事に励んでいた。1921年に父・ジョシュアが死んだのち父のステンドグラス工房を継いだハリーは、兄弟のウォルターと共に130点以上もの窓を制作した。
ステンドグラスはクラークの主要な職業であった。彼のステンドグラスの巧みな描写や豊富な色使い (クラークは早朝に訪れて見たシャルトル大聖堂のステンドグラスに霊感を受け、紺碧色を特に好んだ）、また、部分から全体にわたる窓の図案の斬新な調和は特徴的であり、ステンドグラスという媒体では珍しいものである（彼の挿絵における太線の使用は、おそらくはステンドグラスの技法から由来したものである）。

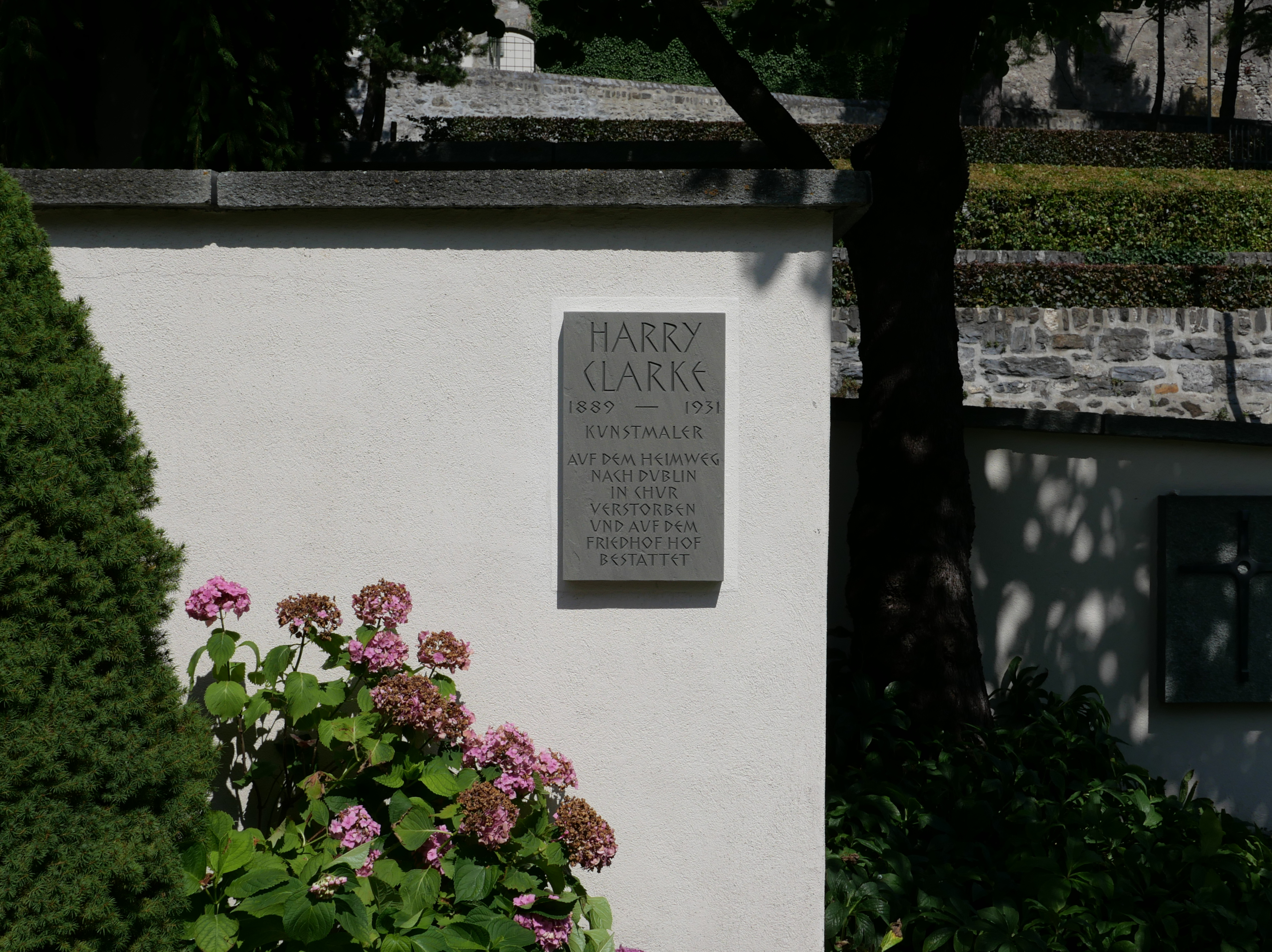
故郷ダブリンへの旅行中にスイス、グラウビュンデン州クールのホフ墓地で亡くなり、同地に埋葬されたクラークの記念碑。

クラークのステンドグラス作品は教会の窓にも数多くあるが、教会以外でのものまた数多く存在する。教会の窓における代表作はUniversity College CorkのHonan Chapelのものであり、教会のもの以外での代表作はジョン・キーツの「The Eve of St. Agnes」の図によるもの (現在はダブリンのヒューレーン市立美術館に所蔵。) と「Geneva Window」である。彼のステンドグラス作品の中でおそらく最も数多くの人々の目に触れたものは、ダブリンのGrafton StreetにあるBewley's Caféのものである。
しかし、クラーク兄弟は、病気に苦しめられ、またその仕事量と恐らくステンドグラス生産に使用される有毒化学物質により心身をすり減らされ、ウォルターは1930年に亡くなり、ハリーも1931年初頭、スイスでの療養中に結核で亡くなった。
クラークの作品は去りゆきしアール・ヌーヴォーと到来したアール・デコの両方から影響を受けている。彼のステンドグラスはフランスの象徴主義運動によって特に知られることとなった。

## 関連書籍
- シャルル・ペロー 『ペロー童話集』 ハリー･クラーク：挿絵、荒俣宏：訳、新書館、ISBN 4-403-27004-2
- ゲーテ 『ファウスト』 ハリー･クラーク：挿絵、荒俣宏：訳、新書館、ISBN 4-403-27005-0
- 『エドガー・A・ポーと世紀末のイラストレーション』 内田市五郎：編、岩崎美術社〈双書美術の泉 66〉、ISBN 4-753-41166-4